# Priocnemis minuta
Priocnemis minuta (лат.) — вид дорожных ос рода Priocnemis (Pompilidae).

## Распространение
Палеарктика. Западная Европа. Россия: Приморский  край; Бурятия и европейская часть РФ. Туркменистан.

## Описание
Длина тела самцов 2,5—5,0 мм, самок — 4,0—6,5 мм. Основная окраска тела чёрная (кроме ржавао-красных первых двух сегментов брюшка и частично груди). Лёт отмечен в мае, июне и июле. Охотится на пауков Haplodrassus (Gnaphosidae). Вид был впервые описан в 1827 году бельгийским энтомологом Пьером Леонаром Вандер-Линденом (P. L. Vander Linden) под первоначальным именем Pompilus minutus Vander Linden, 1827.